# Карл фон Айнзидел
Карл фон Айнзидел (на немски: Karl/Carl Graf von Einsiedel; * 9 май 1770 в дворец Волкенбург в Саксония; † 25 март 1841 в Нюрнберг) е граф от саксонския благороднически род Айнзидел, саксонски таен съветник и дипломат.
Той е най-големият син на граф Детлев Карл фон Айнзидел (1737 – 1810), саксонски кабинет-министър и основател на предприятие, и първата му съпруга графиня Сидония Албертина фон  Шьонбург-Лихтенщайн (1745 – 1787), дъщеря на граф Вилхелм Хайнрих фон Шьонбург-Лихтенщайн (1714 – 1750) и графиня Вилхелмина фон Золмс-Лаубах (1723 – 1773). Баща му Детлев Карл се жени втори път на 14 март 1791 г. в Дрезден за Йохана Амалия фон Панвиц (1750 – 1810). Братята му са Детлев фон Айнзидел (1773 – 1861), саксонски държавник и желязно-минен предприемач, и Адолф фон Айнзидел (1776 – 1821), пруски полковник.
Карл фон Айнзидел се записва да следва на 28 април 1788 г. в университет Витенберг и продължава на 25 май 1791 г. в университета в Лайпциг. Чрез брат си Детлев, който от 1790 г. следва в Лайпциг, той се запознава с поета Новалис, който тогава следва там право.
Карл фон Айнзидел притежава рицарските имения Волкенбург, Кауфунген, Бройнсдорф, Нидерфрона и Волперндорф в господството Волкенбург. Той е дом-пропст в Бауцен, дом-капитулар в Майсен и в манастир Наумбург, каноникус в Цайц също в Курфюрство Саксония камерхер, дворцов и правен съветник и таен съветник.
От 1802 до 1832 г. той е саксонски пратеник в баварския двор в Мюнхен. По това време през 1810 г., след смъртта на баща му, той става собственик на дворец Волкенбург.
Карл фон Айнзидел получава през 1822 г. от Фридрих Август I Саксонски „големия кръст“ на „саксонския цивилен орден“.
Карл фон Айнзидел умира на 70 години на 1841 г. на 25 март 1841 г. в Нюрнберг по време на посещение при зет му в Нюрнберг.

## Фамилия
Карл фон Айнзидел се жени на 31 май 1796 г. за София Августа фон Лоебен (* 30 септември 1775; † 16 февруари 1797), дъщеря на кабинет-министър Ото Фердинанд фон Лоебен (1741 – 1804) и Августа Кристиана Дороттее фон Шмертцинг (1744 – 1775). Те имат един син:
- Карл (* 10 февруари 1797; † 13 февруари 1797).

Карл фон Айнзидел се жени втори път на 15 март 1800 г. за фрайин Вилхелмина Луиза Аделаида фон Еделсхайм (* 9 март 1778; † 16 февруари 1830), дъщеря на баденския министър Георг Лудвиг фон Еделсхайм (1740 – 1814) и Аделхайд фон Кайзерлингк (1744 – 1818). Те имат децата:
- Фридрих Карл фон Айнзидел (* 7 март 1801, Дрезден; † 20 януари 1861, Дрезден), кемерер и хауптман на Велингтон инфантерия-регимент Нр. 42, женен за Анна фон Хардонкурт (* 7 март 1805; † 8 юни 1893); има 4 деца:
- Максимилиан Фридрих фон Айнзидел (* 18 март 1805; † 11 април 1845), съ-господар на Волкенбург
- Юлиана Каролина фон Айнзидел (* 20 декември 1806, Мюнхен; † 1846, Залцбург), омъжена на 20 октомври 1827 г. в дворец Тегернзее за генерал-лейтенант принц Карл Теодор фон Турн и Таксис (* 17 юли 1797, Прага; † 21 юни 1868, Мюнхен)